# Атомная энергетика Украины

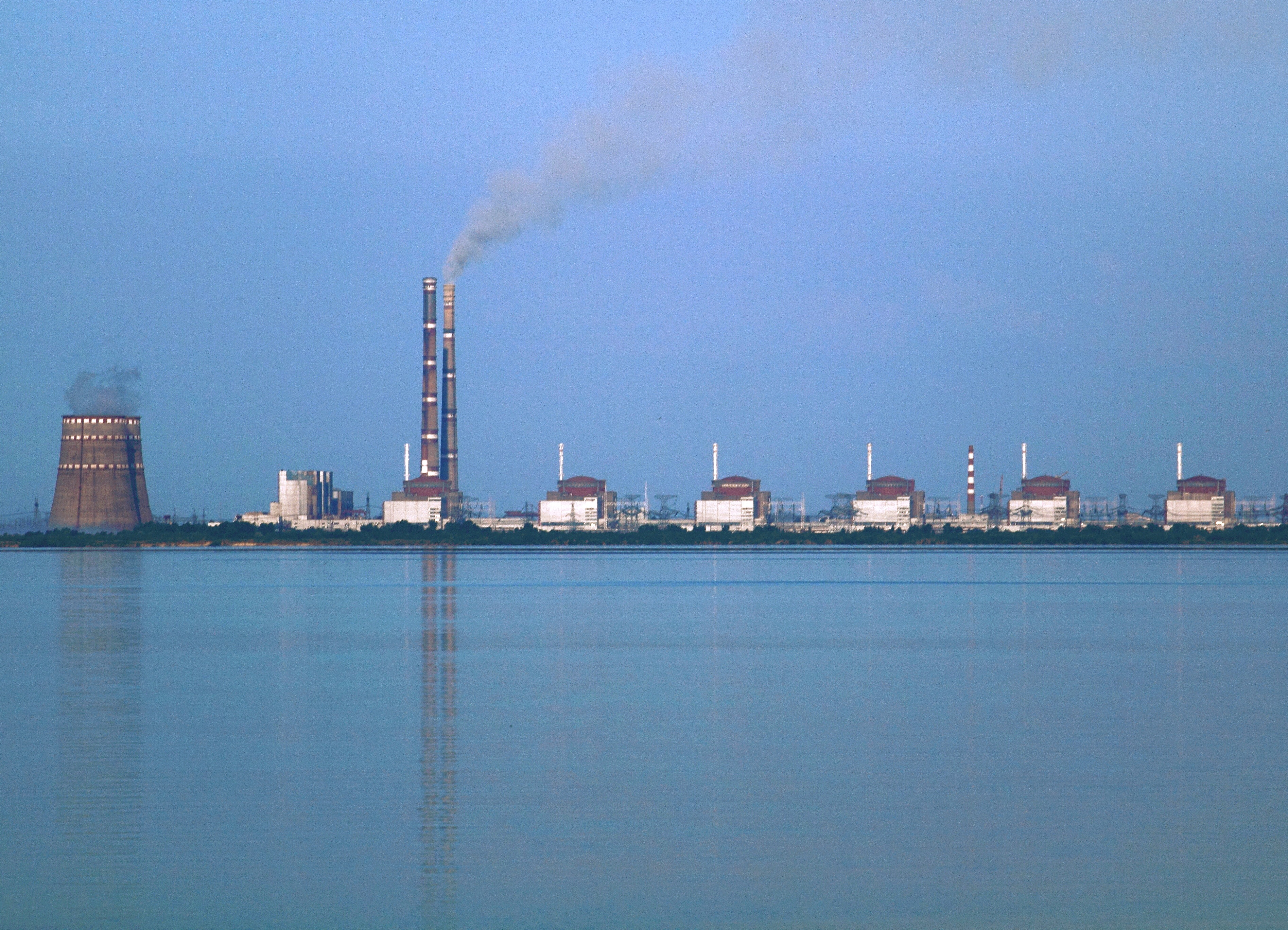
Запорожская АЭС

Атомная энергетика Украины — отрасль энергетики Украины. На территории Украины действуют 4 атомных электростанции (АЭС) с 15 энергоблоками, одна из которых — Запорожская АЭС с 6 энергоблоками ВВЭР общей установленной мощностью 6000 МВт — является крупнейшей в Европе.
По числу энергетических реакторов (все типа ВВЭР) Украина занимает 10-е место в мире и пятое в Европе.
В летне-осенний период 2014 года выработка электроэнергии на атомных станциях вновь за много лет превысила 50 % общей выработки, в связи со снижением мощностей теплоэнергетики из-за боевых действий и недостатка топлива (снижения поставок угля);
в 2017 году вклад атомной энергетики составлял 55 % от общего производства электричества в стране, общая мощность АЭС равнялась 13 107 МВт.

## История
В 2006 году правительство Украины запланировало строительство к 2030 году 11 новых энергоблоков.
В сентябре 2015 года Украина денонсировала соглашение с Россией о постройке энергоблоков № 3 и 4 Хмельницкой АЭС; по информации российского МИД, соглашение, подписанное в Киеве 9 июня 2010 года, было прекращено 12 мая 2016 года.
В августе 2021 года был подписан меморандум о взаимопонимании между «Энергоатомом» и американской компанией Westinghouse о строительстве на Украине пяти атомных энергоблоков; документ предусматривает привлечение технологий американской компании для строительства ядерного реактора проекта АР1000 с электрической мощностью около 1,1 ГВт..
Также планируется внедрять ядерные реакторы малой мощности: американские малые модульные реакторы (ММР) SMR-160 компании Holtec; в апреле 2023 было заключено соглашение о строительстве в стране 20 реакторов SMR-160.
30 января 2022 года «Энергоатом» впервые в истории Украины запустил в работу все 15 энергоблоков АЭС.

## Атомные станции
Двенадцать энергоблоков Украина унаследовала от СССР, ещё три были запущены после его распада — в 1995 и 2004 годах. Все энергоблоки с реакторами РБМК, работавшие на Украине, входили в состав Чернобыльской АЭС. В результате Чернобыльской аварии энергоблок-4 был разрушен, остальные были поочерёдно закрыты в период с 1991 по 2000 годы. Таким образом, все оставшиеся на территории страны реакторы относятся к типу ВВЭР (2 — ВВЭР-440 и 13 — ВВЭР-1000).
| Название            | Энергоблоки | Реакторы  | Мощность, МВт | Начало строительства | Ввод в эксплуатацию      | Завершение эксплуатации | Окончание проектного срока эксплуатации | Продление срока эксплуатации | Производители топлива |
| ------------------- | ----------- | --------- | ------------- | -------------------- | ------------------------ | ----------------------- | --------------------------------------- | ---------------------------- | --------------------- |
| Запорожская АЭС     | 1           | ВВЭР-1000 | 1000          | 1980                 | 1984                     |                         | 23.12.2015                              | 23.12.2025                   | ТВЭЛ                  |
| Запорожская АЭС     | 2           | ВВЭР-1000 | 1000          | 1981                 | 1985                     |                         | 19.02.2016                              | 19.02.2025                   | ТВЭЛ                  |
| Запорожская АЭС     | 3           | ВВЭР-1000 | 1000          | 1982                 | 1986                     |                         | 05.03.2017                              | 05.03.2027                   | ТВЭЛ                  |
| Запорожская АЭС     | 4           | ВВЭР-1000 | 1000          | 1983                 | 1987                     |                         | 04.04.2018                              | 04.04.2028                   | ТВЭЛ                  |
| Запорожская АЭС     | 5           | ВВЭР-1000 | 1000          | 1985                 | 1989                     |                         | 27.05.2020                              | 27.05.2030                   | ТВЭЛ и Westinghouse   |
| Запорожская АЭС     | 6           | ВВЭР-1000 | 1000          | 1986                 | 1995                     |                         | 21.10.2026                              |                              | ТВЭЛ                  |
| Ровенская АЭС       | 1           | ВВЭР-440  | 440           | 1973                 | 1980                     |                         | 22.12.2010                              | 22.12.2030                   | ТВЭЛ                  |
| Ровенская АЭС       | 2           | ВВЭР-440  | 440           | 1973                 | 1981                     |                         | 22.12.2011                              | 22.12.2031                   | ТВЭЛ                  |
| Ровенская АЭС       | 3           | ВВЭР-1000 | 1000          | 1980                 | 1986                     |                         | 11.12.2017                              | 11.12.2037                   | ТВЭЛ                  |
| Ровенская АЭС       | 4           | ВВЭР-1000 | 1000          | 1986                 | 2004                     |                         | 07.06.2035                              | 07.06.2050                   | ТВЭЛ                  |
| Хмельницкая АЭС     | 1           | ВВЭР-1000 | 1000          | 1981                 | 1987                     |                         | 13.12.2018                              | 13.12.2032                   | ТВЭЛ                  |
| Хмельницкая АЭС     | 2           | ВВЭР-1000 | 1000          | 1985                 | 2004                     |                         | 07.09.2035                              | 07.09.2050                   | ТВЭЛ                  |
| Хмельницкая АЭС     | 3           | ВВЭР-1000 | 1000          | 1986                 | строительство заморожено |                         |                                         |                              |                       |
| Хмельницкая АЭС     | 4           | ВВЭР-1000 | 1000          | 1987                 | строительство заморожено |                         |                                         |                              |                       |
| Южно-Украинская АЭС | 1           | ВВЭР-1000 | 1000          | 1977                 | 1982                     |                         | 02.12.2013                              | 02.12.2027                   | ТВЭЛ                  |
| Южно-Украинская АЭС | 2           | ВВЭР-1000 | 1000          | 1979                 | 1985                     |                         | 12.05.2015                              | 31.12.2025                   | ТВЭЛ                  |
| Южно-Украинская АЭС | 3           | ВВЭР-1000 | 1000          | 1985                 | 1989                     |                         | 10.02.2020                              | 10.02.2034                   | ТВЭЛ и Westinghouse   |
| Южно-Украинская АЭС | 4           | ВВЭР-1000 | 1000          | 1987                 | законсервирован          |                         |                                         |                              |                       |
| Чернобыльская АЭС   | 1           | РБМК-1000 | 1000          | 1970                 | 1977                     | 1996                    |                                         |                              |                       |
| Чернобыльская АЭС   | 2           | РБМК-1000 | 1000          | 1973                 | 1978                     | 1991                    |                                         |                              |                       |
| Чернобыльская АЭС   | 3           | РБМК-1000 | 1000          | 1976                 | 1981                     | 2000                    |                                         |                              |                       |
| Чернобыльская АЭС   | 4           | РБМК-1000 | 1000          | 1979                 | 1983                     | 1986                    |                                         |                              |                       |
| Чернобыльская АЭС   | 5           | РБМК-1000 | 1000          | 1981                 | отменён                  |                         |                                         |                              |                       |
| Чернобыльская АЭС   | 6           | РБМК-1000 | 1000          | 1981                 | отменён                  |                         |                                         |                              |                       |

|

## Ядерное топливо
До 2011 года всё ядерное топливо поставлялось из России компанией «ТВЭЛ».
В 2008 году Украина взяла курс на диверсификацию поставок топлива, заключив с англо-американской компанией Westinghouse Electric Company контракт на поставку не менее 630 тепловыделяющих сборок (ТВС) в течение 2011—2015 годов для поэтапной замены российского топлива на минимум трёх энергоблоках Южно-Украинской АЭС с ВВЭР-1000; в 2011 году Westinghouse начала поставки своих ТВС на Украину.
В апреле 2012 года на 3-м энергоблоке Южно-Украинской АЭС, эксплуатировавшемся в опытно-промышленном режиме на топливе компании Westinghouse, были выявлены поломки ТВС этой компании и приостановлено их использование. По результатам расследования украинской комиссии был сделан вывод о конструктивных ошибках этих ТВС. Убытки «Энергоатома» составили минимум 175 млн долларов. Эксплуатация энергоблока была возобновлена с подпиткой ТВС ТВЭЛ и продолжением эксплуатации неповреждённых ТВС-W.
По состоянию на 2015 год российская компания ТВЭЛ продолжала оставаться основным поставщиком ядерного топлива для украинских АЭС, обеспечивая более 90 % потребностей Украины. Топливо от компании Westinghouse поставлялось только для 3-го энергоблока Южно-Украинской АЭС. По данным Госстата Украины, в январе-октябре 2015 года импорт ядерного топлива на Украину составил $503 млн, в том числе из России — $471 млн (94 %), из Швеции (где располагается один из заводов компании Westinghouse) — $33 млн (6 %).
30 декабря 2014 года было подписано дополнительное соглашение с Westinghouse об увеличении объёмов поставок ядерного топлива на украинские АЭС.
В ноябре 2015 года министр энергетики и угольной промышленности Владимир Демчишин заявил, что в 2016 году Украина планирует использовать топливо от Westinghouse на трёх из 15 атомных энергоблоков: на 2-м и 3-м блоках Южно-Украинской АЭС и на 5-м блоке Запорожской АЭС.
В 2017 году Westinghouse Electric Company объявила о банкротстве.
На конец 2018 года Westinghouse поставляла на Украину уже 46 % ядерного топлива, остальные 54 % поставлял российский концерн «ТВЭЛ».
Министр энергетики и угольной промышленности Украины Игорь Насалик в январе 2019 года заявил, что Украина получила от компании Westinghouse разрешение на использование её технологии производства ядерного топлива: «За последние три года мы начали строительство четырёх ядерных объектов. Один из них — строительство завода по производству ядерного топлива в Украине. Мы полностью завершили переговорный процесс, получили согласие Westinghouse на использование его технологий. Уже буквально через три года мы можем завершить строительство завода по производству ядерного топлива».
При этом Украина продлила истекавшее в 2020 году соглашение о покупке российского ядерного топлива ещё на пять лет.
ТВС, произведённые Westinghouse на заводе в Швеции, в настоящее время используются на шести из 13 украинских энергоблоков ВВЭР-1000. В 2019 году Украина закупила, по данным Госслужбы статистики страны, топливо на общую сумму около $397 млн, из которых 60,7 % этой суммы ($240,91 млн) приходилось на российские сборки.

### Захоронение и утилизация
Согласно «Объединённой конвенции о безопасности обращения с отработавшим топливом и о безопасности обращения с радиоактивными отходами», все ядерные отходы принадлежат стране, где их использовали, и должны храниться на её территории.
С 2001 года на Украине действует одно сухое хранилище отработанного ядерного топлива — на Запорожской АЭС (введено в эксплуатацию в августе 2001 года), проектный объём которого составляет 380 контейнеров, которые смогут вместить более 9000 отработанных тепловыделяющих сборок; хранилище рассчитано на 50 лет хранения.
Технология запорожского СХОЯТ базируется на сохранении отработанных топливных сборок в вентилируемых бетонных контейнерах, расположенных на площадке в пределах атомной станции.
По состоянию на июль 2016 года на площадке были установлены 137 контейнеров.
Большая часть отработанного топлива с трёх остальных АЭС — Хмельницкой, Ровенской и Южно-Украинской (с блоков ВВЭР-1000) — вывозится для переработки и захоронения на территорию РФ (и находится в России на временном хранении).
ОЯТ с двух блоков ВВЭР-440 Ровенской АЭС в России перерабатывается с извлечением полезных элементов и остекловыванием радиоактивных отходов. Сроки временного хранения и сроки возврата отходов, о которых Россия и Украина договаривались изначально, уже прошли, но до запуска ЦХОЯТ Украина вынуждена договариваться об их продлении и ежегодно платить около 200 миллионов долларов.
В мае 2017 года на заседании кабинета министров Украины было принято решение, что в 2018 году на Украине будет построено хранилище для остеклованных радиоактивных материалов; это означает, что обязательства перед российской стороной будут выполнены.
На Украине имеется только одно хранилище мокрого типа ХОЯТ-1, в зоне отчуждения Чернобыльской АЭС, построенное в УССР к 1986 году (оно не способно принимать отходы с атомных станций на долговременное хранение). Здесь накопилось более 21 тысячи тепловыделяющих сборок, около двух тысяч отработавших дополнительных поглотителей и более 23 тысяч удлиняющих стержней. Всё это надлежит переместить на сухое 100-летнее хранение в ХОЯТ-2.

В декабре 2020 года были успешно завершены горячие испытания на ХОЯТ-2 — сухом хранилище ОЯТ с первых трёх энергоблоков Чернобыльской АЭС, построенном в 2001—2019 гг. на средства, полученные от ЕБРР). Тогда же здесь на 100-летнее хранение было размещено 186 отработавших тепловыделяющих сборок.
ЦХОЯТ
В декабре 2005 года компания «Энергоатом» подписала договор с американской компанией «Holtec International» на проектирование и строительство ещё одного хранилища отработанного ядерного топлива сухого типа, которое предназначено для хранения отработанного ядерного топлива с Ровенской, Южно-Украинской и Хмельницкой АЭС.
Строительство ЦХОЯТ началось в 2017 году в зоне отчуждения Чернобыльской АЭС. Первый пусковой комплекс стоимостью 2 млрд гривен был построен в конце 2020 года, ещё 14 планируется запустить к 2040 году. ОЯТ будут доставлять в хранилище по железной дороге — для этого должен быть восстановлен участок Вильча—Янов протяжённостью 43 км. ОЯТ будет храниться в контейнерах по «сухой» технологии американской компании Holtec. Срок хранения — до 100 лет. Проектная мощность ЦХОЯТ — 16,53 тыс. тепловыделяющих элементов, чего должно хватить на весь срок работы украинских реакторов.
В августе 2021 года правительство Украины утвердило государственную программу обращения с отработавшим ядерным топливом украинских АЭС до 2025 года, предусматривающую продолжение строительства и эксплуатацию ЦХОЯТ.